# KOI大樓
KOI大樓（西班牙語：Torre KOI）是墨西哥的一座摩天大樓，位於大城蒙特雷近郊的聖佩德羅加爾薩加西亞，高279公尺、65層樓，由VFO Arquitectos公司設計。

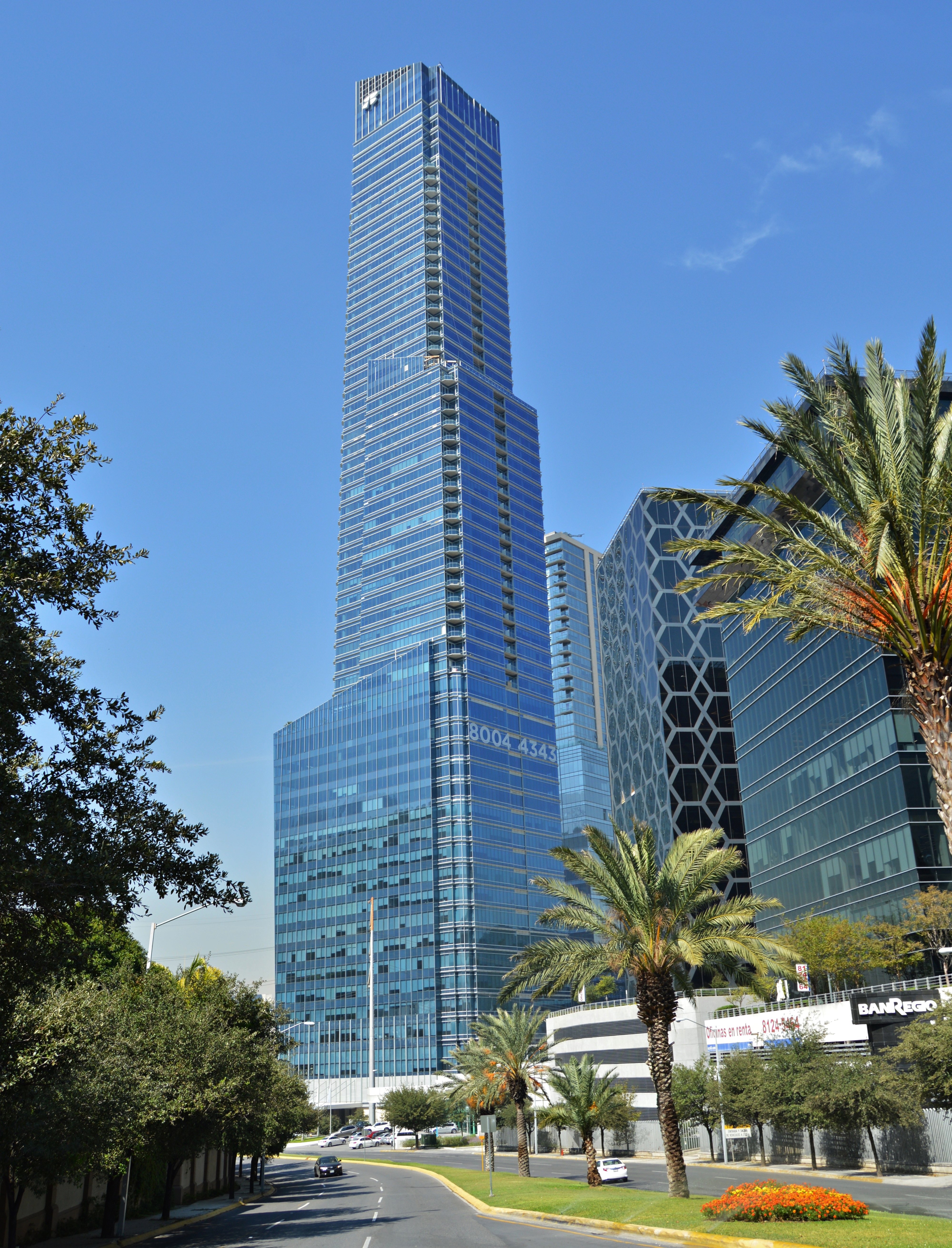
KOI大樓

KOI大樓於2013年動工、2017年完工，成為墨西哥國內的第一高樓，直到2020年被位於蒙特雷的托雷斯·奥比斯帕多大樓超越。大樓在2018年獲得LEED綠建築認證。